# Chūjirō Hayashi
Chūjirō Hayashi (林 忠次郎?, Hayashi Chūjirō; Tokyo, 15 settembre 1880 – Atami, 10 maggio 1940) è stato un medico e militare giapponese.

## Biografia
Ufficiale di Marina, omeopata e allievo di Mikao Usui, svolse un ruolo chiave nel tramandare la disciplina del Reiki al di fuori del Giappone.
Hayashi aprì a Tokyo una clinica di Reiki tuttora esistente. Si dedicò alla pratica e all'insegnamento di Reiki.
Morì suicida nel 1940, per seppuku.